# The First Lady
The First Lady to czwarty album studyjny amerykańskiej wokalistki Faith Evans wydany tym razem poprzez wydawnictwo Capitol. Album w Ameryce dotarł do 2. miejsca na liście Billboard 200, co jest największym sukcesem komercyjnym wokalistki do dziś.

## Lista utworów
1. „Goin' Out” (feat. Pharrell & Pusha T) – 4:06
2. „Again” – 3:18
3. „I Don't Need It” – 3:48
4. „Stop N Go” – 4:15
5. „Mesmerized” – 4:10
6. „Tru Love” – 3:41
7. „Jealous” – 3:28
8. „Ever Wonder” (feat. Mario Winans) – 3:38
9. „Catching Feelings” – 4:39
10. „Get Over You” – 3:58
11. „Until You Came” – 4:45
12. „Lucky Day” – 4:07
13. „Hope” (feat. Twista) – 4:11
14. „Do My Thang” – 3:43 (utwór dodatkowy)

## Twórcy
- Faith Evans - śpiew
- Tony Aliperti - gitara
- Russ Brown - gitara
- Matt Cappy - trąbka
- Rod Morgan - keyboard
- William Rodney Prince - istrumenty perkusyjne
- Harley White - gitara basowa

### Produkcja
- Główni producenci: Andrew M. Shack, Todd Russaw
- Producent wokalny: Andrew Slater
- Wsparcie wokalne: Jay Shawn Smith
- Dźwiękowcy: Ben Briggs, Mike Caren, Andrew Coleman, Carvin Haggins, Eric Hunter, Manny Marroquin, Frank Sutton, Brad Todd, Howard Willing
- Pomocniczy dźwiękowcy: Bryan Ellis
- Mixowanie: Duro, Serban Ghenea, Manny Marroquin, Phil Tan, Brad Todd